# 에본 환초
에본 환초(Ebon Atoll)는 태평양에 위치한 마셜 제도의 환초로, 랄리크 열도에 속하며 22개 섬으로 구성된 환초이다. 마셜 제도를 구성하는 24개 입법 선거구 가운데 하나이며 잴루잇 환초에서 남쪽으로 155km 정도 떨어진 곳에 위치한다. 육지 면적은 5.75km2, 석호 면적은 104km2, 인구는 714명(1999년 기준)이다. 마셜 제도와 랄리크 열도 최남단에 위치한 섬이다.